# Tambo (Queensland)
Tambo – miasto w Australii, w stanie Queensland.